# Rada Rassimov
Rada Rassimov, geboren als Rada Đerasimović (Servisch: Рада Ђерасимовић) (Triëst, 3 maart 1938), is een Italiaanse actrice van Servische afkomst, die sinds het begin van de jaren zestig op televisie verscheen.

## Levensloop
Geboren uit Servische ouders, Velimir en Vera Đerasimović (geboren Petrijević), ging ze, samen met haar twee broers, naar de Servische Jovan Miletić Grammatica School in Triëst, waar haar vader de decaan en leraar was sinds 1927. Later ging ze naar de universiteit en nam ze acteerlessen met haar broer Ivan in Rome. Haar carrière was op het hoogtepunt in de jaren zestig en zeventig, hoewel ze sinds 2003 in de film verscheen. Ze is misschien het best bekend vanwege haar verschijning in Sergio Leone's spaghettiwestern The Good, the Bad and the Ugly in 1966 waarin ze speelde de rol van María, die mishandeld wordt door Angel Eyes, de huurling gespeeld door Lee Van Cleef.

## Filmografie
| Oorspronkelijke titel                       | Engelse titel                  | jaartal | opmerking                                    |
| ------------------------------------------- | ------------------------------ | ------- | -------------------------------------------- |
| Sfida al re di Castiglia (it)               | Kingdom of Violence (VK)       | 1963    |                                              |
| Sfida al re di Castiglia (it)               | The Tyrant of Castile (VS)     | 1963    |                                              |
| Per il gusto di uccidere (it)               | Taste for Killing              | 1966    |                                              |
| Il buono, il brutto, il cattivo (it)        | The Good, the Bad and the Ugly | 1966    |                                              |
| Hipnos follia di massacro (it)              | Massacre Mania                 | 1967    |                                              |
| Non aspettare Django, spara (it)            | Don't Wait, Django... Shoot!   | 1967    |                                              |
| Quel caldo maledetto giorno di fuoco (it)   | Gatling Gun                    | 1968    |                                              |
| Il seme dell'uomo (it)                      | The Seed of Man                | 1969    | Nederlands: Het zaad van de mens             |
| Django il bastardo (it)                     | Django the Bastard             | 1969    |                                              |
| Der Leone Have Sept Cabeças                 | The Lion Has Seven Heads       | 1970    |                                              |
| Necropolis                                  | Necropolis                     | 1970    |                                              |
| Il gatto a nove code (it)                   | The Cat o' Nine Tails          | 1970    |                                              |
| A cuore freddo (it)                         | A cuore freddo                 | 1970    | Nederlands: Sensuele Hartkloppingen (België) |
| Gli orrori del castello di Norimberga (it)  | Baron Blood                    | 1972    |                                              |
| Fatevi vivi, la polizia non interverrà (it) | Kidnap                         | 1974    |                                              |
| Grandeur Nature (fr)                        | Love Doll (internationaal)     | 1974    | Nederlands: Levensgroot (België)             |
| Grandeur Nature (fr)                        | Life Size (België)             | 1974    | Nederlands: Levensgroot (België)             |
| Michel Strogoff (fr)                        | Michel Strogoff                | 1977    | miniserie                                    |
| Il quartetto Basileus (it)                  | Basileus Quartet               | 1983    |                                              |
| Russicum - I giorni del diavolo (it)        | The Third Solution             | 1988    |                                              |